# 2911 Miahelena
A 2911 Miahelena (ideiglenes jelöléssel 1938 GJ) a Naprendszer kisbolygóövében található aszteroida. Heikki A. Alikoski fedezte fel 1938. április 8-án.